# مفتش الحزب النازي

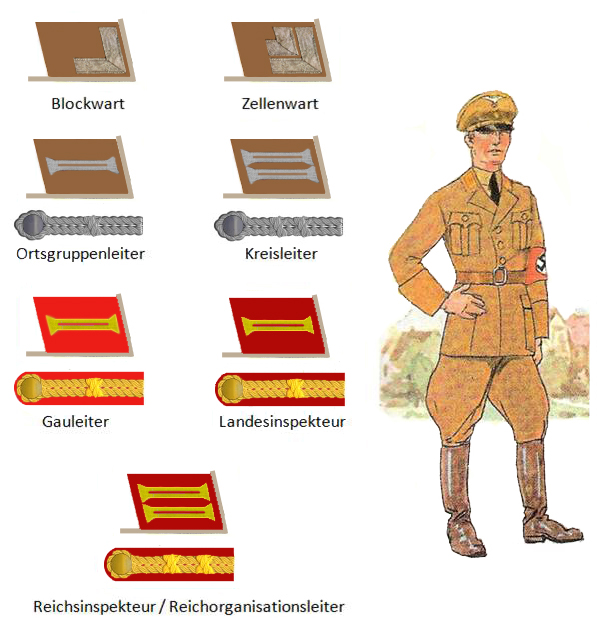
شارة السياسية الحزب النازي في وقت مبكر تظهر صفوف السياسية للLandesinspekteur وReichsinspekteur

مفتش أو Inspekteur رتبة سياسية نازية مبكرة تم إنشاؤها في عام 1930 بسبب توسع الحزب النازي في جميع أنحاء ألمانيا على أمل تحقيق انتصار كبير في الانتخابات. كان الموقف السياسي لـ Inspekteur أول جهد مركز لتنظيم الحزب النازي على أساس وطني، حيث عمل النازيون بشكل أساسي من ميونيخ، في بافاريا، مع مجموعات نازية منشقة مختلفة في أجزاء أخرى من ألمانيا.
تم تقسيم رتبة Inspekteur إلى مستويين: لاندر Landesinspekteur ورايخ Reichsinspekteur. ركز المستوى لاندر على التنظيم النازي داخل ولايات ألمانية محددة، بينما نسق المستوى الرايخ الأنشطة النازية في جميع أنحاء البلاد. تم الإشارة إلى رتبة Inspekteur على القمصان البنية للحزب النازي إما عن طريق أحد قضيبي الياقة اللذين يتم ارتداؤهما على رقعة طوق حمراء داكنة. كما تم إقران لوحات الكتف بحبل كتف واحد أو عقدين من الذهب.
كما يوجد لقب خاص لكبار Reichsinspekteur، وهو Reichsorganisationsleiter (القائد التنظيمي الوطني). لم يكن هناك أي شارة خاصة لهذا المنصب السياسي الأعلى، حيث كان مجرد لقب قيادة لمفتش الرايخ. كان روبرت لي أحد حاملي هذا اللقب.
بعد وصول النازيين إلى السلطة في عام 1933، أصبحت الرتبة السياسية لـInspekteur عفا عليها الزمن حيث كان المنصب يخدم بشكل أساسي غرض التنسيق الانتخابي. تم استيعاب واجبات Landesinspekteur في موقف غوليتر وأعيدت تسمية رتبة Reichsinspekteur كالرايخ سليتر.